# Klášter Manasija
Klášter Manasija nebo Klášter Resava (srbsky Манастир Манасија/Manastir Manasija) je srbský pravoslavný klášter ze začátku 15. století, nacházející se dva kilometry severozápadně od města Despotovac na rozhraní středního a východního Srbska (Pomoravský okruh). Je klášterem opevněným.

## Dějiny
Klášter založil Stefan Lazarević někdy v období v letech 1406–1418 a měl sloužit jako jeho mauzoleum.[zdroj?] Výstavba trvala s přestávkami asi 10 let. Během tohoto období byl postaven kostel, velká jídelna, bytové prostory, přilehlé budovy, věže, zdi a opevnění s obrannými hradbami a příkopy.
V 15. a 16. století zde vykonávala tzv. resavská/moravská škola přepisování, redakce, tvorby a překladu knih. Škola byla velmi významná v souvislosti obecně s úpadkem slovanskými jazyky psané literatury po příchodu Turků.
Kostel je zasvěcen Svaté Trojici. Původně bylo namalovaných asi 2 000 m2 fresek, zachovala se však jen čtvrtina maleb. Štěpán, zakladatel kláštera, vynaložil velké úsilí při hledání nejzkušenějších a zručných pracovníků či nejschopnějších malířů ikon.
Během pěti století osmanské vlády byl klášter opuštěn a několikrát zničen. Hlavní střecha kostela se zhroutila, což znamenalo vystavení historických fresek povětrnostním vlivům a jejich následné poškození.
V 18. století byla západní část kostela důsledkem výbuchu střelného prachu silně poškozena a později přestavěna. Nicméně mozaiková podlaha však zůstala zachována. Klášter byl po dlouhou dobu opuštěn; obnoven byl až po druhém srbském povstání. V roce 1832 dokonce těžce poškozený a polorozpadlý klášter navštívil i tehdejší srbský kníže, Miloš Obrenović.
Klášter je obklopen mohutnými hradbami a věžemi. V roce 1979 byl prohlášen kulturní památkou mimořádného významu. Na počátku 21. století prošel kostel Svaté trojice rekonstrukcí.